# Escrita visigótica

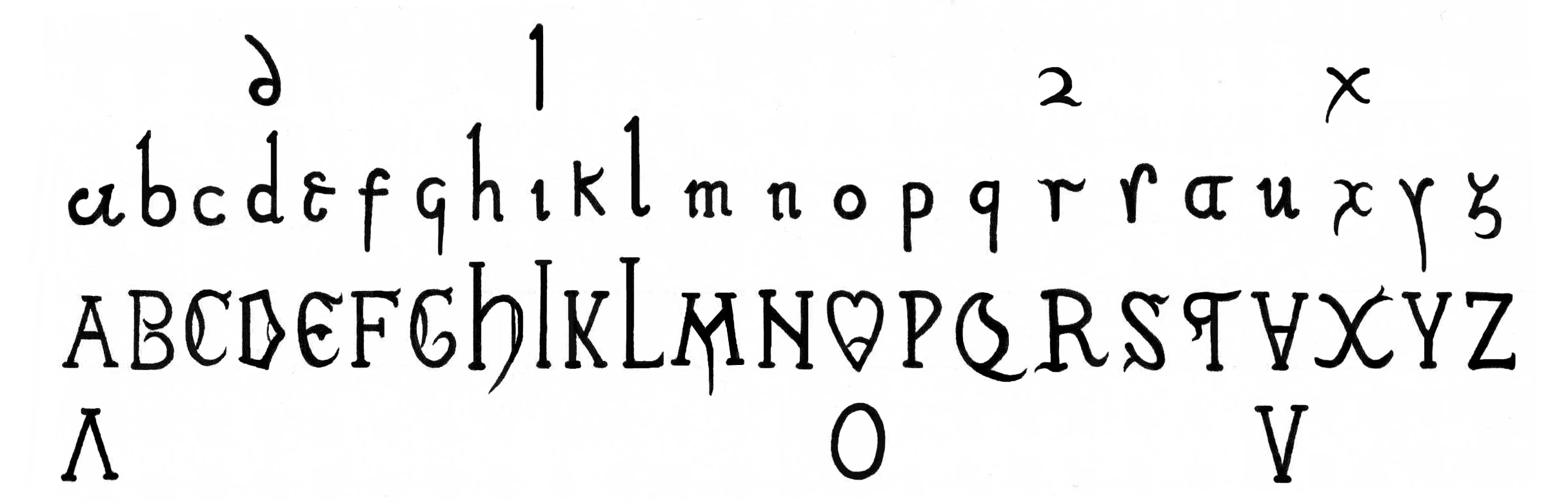
Letras do alfabeto em minúsculas e maiúsculas da escrita visigótica.
Por encima e por baixo alguma das suas variantes (nota: J e U ainda não existiam).

A escrita visigótica ou visigoda é um tipo de escrita medieval que, embora se originasse na última etapa do Reino Visigótico, não adquiriu o seu cânone até o século VIII num contexto histórico diferente ao reino visigótico de Toledo. A época de desenvolvimento e florescimento desta forma gráfica ocorre nos reinos cristãos peninsulares durante os primeiros séculos da Reconquista. Na Idade Média e na Idade Moderna era conhecida como littera toletana ou littera mozarabica (letra toledana ou moçárabe).

## História
Este tipo de escrita foi usada entre os séculos VIII e XII na Península Ibérica e na província eclesiástica da Septimânia, localizada ao sul da atual França. Apesar do seu nome, evoluiu a partir da cursiva romana, uncial e semiuncial romanas, gestando-se sobre uma escrita de transição entre a romana e a visigótica propriamente dita, conhecida como visigótica primitiva ou visigótica primeira, que aparece em lousas visigóticas datadas a partir do século V, ainda que não adquiriu o seu cânone até o século VIII. Portanto, embora se denomine escrita visigótica, o período do seu maior uso e desenvolvimento não pertence ao Reino Visigótico, mas aos primeiros séculos da Reconquista.
Ao contrário de outros povos bárbaros, os visigodos possuíram uma escrita própria, o alfabeto ulfilano, limitada a usos litúrgicos e não estava difundida socialmente. Porém, cedo tiveram de adotar  os usos romanos, abandonando o arianismo, tornando-se à fé católica, e adotando o latim e o alfabeto latino. Contudo, durante a maior parte do Reino Visigótico existiu uma continuidade gráfica com o mundo romano, pois continuaram usando as escritas do Baixo Império (uncial, semiuncial e minúscula cursiva) para copiar livros e para os documentos da administração do reino. Os primeiros testemunhos de uma escrita diferente às grafias romanas encontram-se nas lousas visigóticas desde o século V.
A escrita visigótica possuiu duas variantes: a visigótica redonda, usada para copiar livros, e a escrita visigótica cursiva, usada para documentos. Uma e outra possuíram diferentes estilos locais, podendo distinguir-se por exemplo a visigótica catalã da asturiana, a leonesa da riojana, a galega da burgalesa e, em geral, a usada pelos cristãos que viviam sob domínio muçulmano da empregada nos reinos cristãos do norte peninsular.
A influência da escrita carolíngia, nascida à época  de Carlos Magno e difundida pela Europa ocidental durante o império Carolíngio, significou o abandono deste sistema gráfico, permanecendo como resíduo em alguns ambientes eclesiásticos conservadores da Galiza, das Astúrias, Leão ou Cantábria no século XII, e ficando ligada aos textos religiosos dos moçárabes toledanos, que continuaram usando esta escrita nos séculos XII, XIII e XIV. A mudança da liturgia visigótica para a liturgia romana no século XI foi um fator determinante no desaparecimento da escrita visigótica.

## Formas
A escrita visigótica foi formada pelo uso que os escreventes hispânicos fizeram das escritas uncial, semiuncial e minúscula cursiva nos séculos da Antiguidade tardia, encontrando em cada uma das modalidades gráficos que acusam um parentesco quer com a uncial, quer com a semiuncial, ou com a minúscula cursiva romana.
A morfologia das letras, as ligaduras e alguns nexos são diferentes segundo for uma escrita visigótica redonda, executada devagar, ou ante uma escrita visigótica cursiva, de traçado mais rápido.
Alguns exemplos da morfologia visigótica são:
- o a cursivo semelhante ao e que se executam ambas com uma forma similar a um 3 feito ao contrário;
- o a redondo similar a um u;
- o r rotundo similar a um “2”;
- o g redondo de clara raiz semiuncial;

Algumas letras têm duas morfologias:
- o traço superior do "t" pode formar um círculo à esquerda ou dois círculos, em cujo caso se confunde com o g da cursiva;
- um i curto antecede as letras longas e um i longo, que parece um ele, as curtas;
- de especial interesse para os lingüistas tem a forma do “z“, que foi adotado pela escrita carolíngia onde evoluiria à cedilha “ç“.[7]

Há abundantes ligaduras em especial com as letras “e“, “r“ e “t“. Por ocasiões havia duas ligaduras diferentes, usadas para representar as diferenças de pronunciação de uma letra, como no caso da representação da sílaba “ti, tj“ que no latim hispânico da época tinha duas pronunciações uma oclusiva e outra fricativa.
A escrita visigótica apresenta muitas abreviaturas, indicadas de modo totalmente característico e único, algumas de caráter geral pontuadas por signos que dependem dos costumes do escriba e outras de caráter específico, assinaladas por signos concretos que têm um valor determinado, como o usado para o -us e o -o na escrita visigótica mais antiga, uma espécie de pequena “s” retorcida que situada na parte superior para a desinência “-us” e -o da visigótica do segundo e terceiro período da sua evolução, um traço sinuoso colocado à esquerda do caído da letra p para abreviar o per, etc.